# 로도스 공성전
로도스 공성전(Siege of Rhodes)은 기원전 305년부터 기원전 304년까지 디아도코이 전쟁의 일부로 데메트리오스 1세와 로도스섬 사이에서 싸운 공성전이다.

## 배경
당시 로도스섬은 강력한 해군을 가진 상업 국가였다. 로도스섬은 디아도코이로부터 엄격한 중립적 관계를 유지하고 있었지만, 한 명의 디아도코이로 이집트를 통치하는 프톨레마이오스 1세와 밀접한 관계를 가지며 경제적 이익을 추구하고 있었다. 또한 많은 갈등 속에서 도시를 개발하여 큰 명성을 구가한다. 그러나 안티고노스는 중요한 지정학적 위치를 차지하고 있는 이 섬을 장악하고 싶어했다. 프톨레마이오스와 적대했던 데메트리오스(안티고노스의 아들)는 로도스가 프톨레마이오스에게 해군력을 제공할 것을 우려하고 있었다.

## 포위
기원전 305년, 그리하여 프톨레마이오스와 적대하고 있었던 안티고노스 1세는 아들 데메트리오스 1세에게 40,000명의 군대를 주어 로도스에 파견했다. 데메트리오스는 함대 200척과 보조선박 150척, 그리고 많은 해적선박을 이끌고 로도스섬을 포위했다. 또한 데메트리오스의 함대는 약탈의 이익을 기대하고 1,000여 척의 상선도 가져왔다.
성벽으로 둘러싸인 로도스의 요새는 단단했고, 데메트리오스는 공성탑을 만들어 접근하려고 했다. 발리스타와 투석기를 몇 단으로 장착한 공성탑인 헬레폴리스(helepolis)를 제작하는 등 양군은 모두 다양한 무기를 사용하여 처절한 공방전을 펼쳤다. 먼저 6척의 배에 공성탑을 탑재해서 보냈지만, 폭풍우 때문에 접근하지 못했다. 데메트리오스는 헬레폴리스(Helepolis)라고 불리는 대형 공성탑을 제작하여 육상에서 로도스로 보냈다. 그러나 성내에서 출격한 로도스의 수비대가 헬레폴리스가 성벽에 도달하기 전에 막아내었다.
기원전 304년 프톨레마이오스가 파견한 군대가 로도스에 도착했기 때문에, 데메트리오스는 매우 당황하여, 서둘러 군대를 철수시켜야 했다. 전투의 장기화를 원치 않는 데메트리오스의 아버지 안티고노스 1세는 프톨레마이오스와의 타협의 산물로서 양자는 강화 조약을 맺었다. 이 강화조약에 의해 로도스섬은 데메트리오스와 프톨레마이오스와의 전쟁에서 중립을 약속했다. 그에 따라 로도스섬의 해군력을 프톨레마이오스에게 제공하지 않는다는 안티고노스와 데메트리오스 부자의 일단의 목적은 달성되었다. 데메트리오스가 로도스 정복을 이뤄내지는 못했지만, 그 과정에서 다른 많은 도시를 포위하여 함락시켰기 때문에, 폴리오르케테스(Poliorcetes 폴리스 포위자)라고 불리게 되었다.

## 결과
기원전 304년 프톨레마이오스가 파견한 군대가 로도스에 도착했기 때문에, 데메트리오스는 매우 당황하여, 서둘러 군대를 철수시켰다. 너무 갑작스럽게 철수를 했기 때문에 많은 군사 물자들이 방치되어 있었다. 로도스는 데메트리오스가 철수할 때 두고 떠난 군수품을 팔아, 그 이익을 바탕으로 데메트리오스를 물리친 승전 기념으로 오늘날 로도스의 거상이라고 알려진 태양신 헬리오스의 동상을 만들었다.
한편, 동지중해의 제해권에서 우위를 유지하는 데 성공한 안티고노스와 데메트리오스 부자는 다음 화살을 혼자서 그리스와 마케도니아에서 할거하는 카산드로스에게로 돌렸다. 카산드로스는 프톨레마이오스를 비롯한 다른 디아도코이와 대 안티고노스 동맹을 맺고, 디아도코이 전쟁의 최대 규모의 대회전인 〈이프소스 전투〉를 맞이한다.

## 참고 문헌
- 디오도로스 시켈로스, 《비블리오테카 히스토리카》, XX; 81-88; 91-100.

- 플루타르코스, 《플루타르코스 영웅전》, 데메트리오스의 생애, 21-22.